# Salcia oarbă, fata adormită
Salcia oarbă, fata adormită este o colecție de povestiri scrise de japonezul Haruki Murakami între anii 1981 și 2005. În limba română cartea a apărut la Editura Polirom în anul 2007.

## Cuprins
- Salcia oarbă, fata adormită
- Sarbatorită
- Dezastrul minier din New York
- Avion - sau cum vorbea singur de parcă citea o poezie
- Oglinda
- Folclorul generației noastre - o preistorie a capitalismului târziu
- Crabi
- O zi ideală pentru a vedea canguri
- Corcodel
- Pisicile care devorează oameni
- Poveste despre o matușă saracă
- Voma 1979
- Al șaptelea barbat
- Anul spaghetelor
- Tony Takitani
- Succesul și declinul Prăjiturilor Țuguiate
- Omul de gheață
- Cuțitul de vânătoare

Licurici
O poveste din Pădurea norvegiană, Licurici detaliază o scenă de care Naoko îi povestește lui Toru la căminul Ami.
- Calător întâmplător
- Golful Hanalei
- Un loc unde l-aș putea găsi
- Piatra în formă de rinichi ce se mișca în fiecare zi
- Maimuța din Shinagawa

## Recepție
„Povestirile din Salcia oarbă, fata adormită, cu amestecul lor atent dozat de fantezie debordantă și observație riguroasă, reușesc să surprindă realitatea în cele mai mărunte detalii și, în același timp, s-o submineze. Murakami face parte din acea specie rară de scriitori care izbutesc nu doar să creeze universuri neobișnuite și fascinante, ci și să-și călăuzească cititorii în explorarea lor.” (Time Out New York)
„În ciuda diversității lor, toate povestirile din volumul de față par să ni se adreseze cu o voce unică și seducătoare. Iar această voce, istorisindu-și aventurile pe teritoriul straniu și întunecat al sinelui, ne spune că un personaj pe nume Haruki Murakami încă mai caută, asemenea lui Don Quijote, ceva mai puțin fragil, mai puțin efemer decât compromisurile din care este alcătuită viața noastră.” (New York Times Book Review)
„O colecție de povestiri pline de fantezie, farmec și îndrazneală, a căror alunecare spre fantastic este controlată cu grijă. Atmosfera pe care o creează persistă multă vreme dupa ce lectura s-a încheiat, iar sub influența ei vedem lumea într-o lumină cu totul nouă.” (Chicago Tribune)

## Ecranizare
Nuvela Tony Takitani a fost ecranizată în 2004 în regia lui Jun Ichikawa. În rolurile principale sunt Issei Ogata ca Tony/Shozaburo și Rie Miyazawa ca Eiko/Hisako.
La Festivalul Internațional de Film de la Locarno a fost nominalizat pentru Leopardul de aur, a ajuns pe locul al doilea la categoria  și a câștigat Premiul special al juriului în 2004. Filmul a fost nominalizat ulterior la Festivalul de film Sundance pentru Alegerea juriului la categoria Cel mai bun film internațional, dramă în 2005 și în 2006 filmul a mai primit două nominalizări la Premiile Chlotrudis la categoriile Cel mai bun scenariu adaptat și Cele mai bune efecte vizuale și la premiile Independent Spirit la categoria Cel mai bun film străin.